# Quốc huy Đông Timor
Quốc huy Đông Timor đã được sử dụng kể từ ngày độc lập đầu tiên của Đông Timor vào ngày 28 tháng 11 năm 1975. Nó đã bị chính quyền chiếm đóng của Indonesia cấm vào ngày 11 tháng 1 năm 1976 và được sử dụng lại vào ngày 20 tháng 5 năm 2007. Theo quốc huy, khẩu hiệu của Đông Timor được viết bằng tiếng Bồ Đào Nha: Unidade, Acção, Progresso có nghĩa là "Thống nhất, Hành động, Phát triển" Có một chiếc nhẫn bên ngoài, và tên đầy đủ và tên viết tắt của tên quốc gia Đông Timor, được viết bên trong.

## Biến thể
- Timor thuộc Bồ Đào Nha
1935–1951
- Timor thuộc Bồ Đào Nha
1951–1975
- Đông Timor
1975–1976
- Timor Timur
 (Đông Timor)
1976–1999
- Cơ quan quản lý chuyển tiếp Liên Hợp Quốc tại Đông Timor
1999–2002
- Đông Timor
2002–2007
- Đông Timor
2007–nay